# Type 08
Le Type 08 est une famille de véhicules blindés modulaires amphibies à huit roues développée par Norinco pour l'appui-feu d'infanterie, la logistique sur le champ de bataille et les opérations de réaction rapide. Il s'agit d'un véhicule de combat d'infanterie produit récemment par la république populaire de Chine pour la Force terrestre de l'Armée populaire de libération et le Corps des Marines de l'Armée populaire de libération.
ZBL-08 est la désignation de la variante de combat d'infanterie dans la famille de véhicules Type 08. La conception modulaire permet de pouvoir utiliser une variété de modèles différents, y compris un modèle APC, un canon antichar, en véhicule du génie, un modèle d'obusier automoteur 122 mm, un modèle d'obusier automoteur de 155 mm, un modèle de défense aérienne, un modèle de mortier automoteur, un modèle de reconnaissance, un modèle de véhicule de commandement et bien plus encore.

## Développement
Le développement de la famille de véhicules Type 08 commence dans les années 1990, en tant que successeur d'autres véhicules à roues chinois vieillissants. Le Type 08 a été vu pour la première fois en 2006 lors d'essais sur route.

## Conception

### Description
Le Type 08 a une conception modulaire qui permet de personnaliser le véhicule en fonction de la mission. Le véhicule se compose de six modules : module moteur, module de transmission, module de commande, module de suspension, module de coque et module d'armement. Le véhicule est équipé d'un système de gestion numérique du champ de bataille, d'un système de navigation par satellite, d'une protection NRBC et d'un système d'extinction automatique des incendies. Il est capable d'établir des liaisons de données et de communiquer avec d'autres véhicules ainsi qu'avec les postes de commandement.

### Blindage
Le châssis et la tourelle du véhicule sont en acier entièrement soudés avec des plaques composites en céramique d'alumine montées, offrant une protection contre les éclats d'obus, les cartouches de 12,7 mm incendiaires perforantes à 100 m et des cartouches 25 mm sur le blindage frontal à 1 000 m. Le véhicule est équipé de déchargeurs de fumée et de récepteurs d'avertissement laser pour améliorer sa survavibilité,. Le véhicule est capable de fonctionner par tous les temps. Le conducteur est équipé d'un système de vision nocturne monté sur le casque alimenté par les capteurs CCD installés sur le châssis du véhicule.

### Armements
Le véhicule de combat d'infanterie ZBL-08, la variante standard de la famille Type 08, est équipée du canon mitrailleur ZPT-99 30 mm et de la mitrailleuse coaxialeType 86 7,62 mm. Deux lanceurs sur rail HJ-73C ATGM sont montés des deux côtés de la tourelle. Le mitrailleur est équipé d'un système de contrôle de tir informatisé, d'une stabilisation du canon avec suivi automatique, d'un télémètre laser et d'un dispositif d'imagerie thermique.
Le véhicule d'assaut ZTL-11 est équipé de canon rayé ZPL-98A 105 mm capable de lancer des obus flèches (APFSDS), des munitions explosives (HE) et antichars hautement explosives (HEAT), ainsi que le missile antichar guidé (ATGM) tiré par le canon GP105 à faisceau laser,,. Les armes secondaires incluent la mitrailleuse coaxiale QJT-88 5,8 mm et la mitrailleuse lourde montées sur le toit QJC-88 12,7 mm. La tourelle du ZTL-11 est dérivée du char amphibie Type 05, mais avec plus de lanceurs fumigènes. Le véhicule d'assaut est également équipé d'une suite radar à ondes millimétriques ST-16, similaire à celle montée sur le char de type 99A. Le radar est conçu pour l'identification de cible (IFF), l'acquisition et la conduite de tir.

### Mobilité
La famille Type 08 est propulsée par le moteur diesel 6 cylindres refroidi par eau Deutz BF6M1015C, développant 440 ch. Le véhicule est équipé d'une transmission manuelle automatisée. Les quatre roues avant sont capables de direction assistée. La vitesse maximale est de 100 km/h avec 800 km d'autonomie sur autoroute. Le véhicule est entièrement amphibie avec des jets d'eau à commande hydraulique montés à l'arrière. Le véhicule est équipé d'un système de gonflage central des pneus contrôlé par ordinateur et d'un pneu radial renforcé d'acier pour améliorer la mobilité en situation d'urgence et hors route.

## Variantes

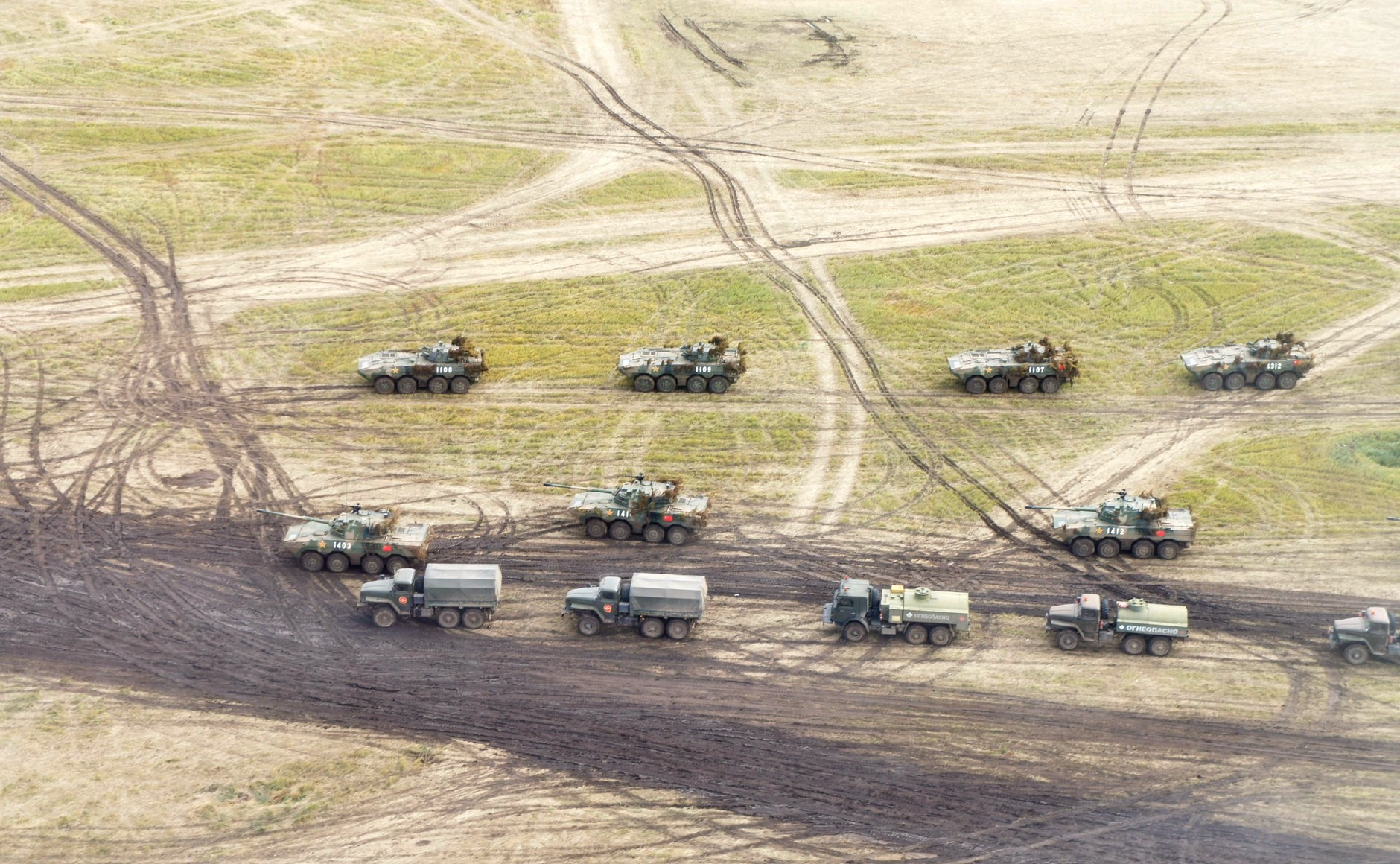
Canon d'assaut Type 08 APC et Type 11 lors des exercices militaires Vostok 2018

ZBL-08 (Type 08) Véhicule de combat d'infanterie
Variante VCI d'origine avec une  tourelle  ZPT-99 de calibre 30 mm basée sur le Shipunov 2A72. Il dispose d'une cabine d'équipage à l'arrière pour le transport de l'infanterie. Les missiles HJ-73 C peuvent être montés en option de chaque côté de la tourelle.
ZSL-10 (Type 10) Transporteur de troupes blindé
Basé sur la variante VCI mais la cabine de l'équipage modifiée a un plafond plus élevé. Le véhicule blindé de transport de troupes peut être armé soit d'une mitrailleuse de calibre 12,7 mm à commande manuelle et protégée par une plaque de blindage, soit d'un poste d'armes télécommandé. L'APC est équipé de dix sièges amortisseurs spécialisés pour un confort et une protection supplémentaires contre les mines terrestres et les engins explosifs improvisés (EEI).
Type 08 Véhicule blindé de reconnaissance
Armé d'un canon de calibre 30 mm, le véhicule a un châssis similaire à la variante VCI. Le véhicule blindé de reconnaissance avancera avant les IFV et les antichars pour la collecte de renseignements. Des caméras électro-optiques haute définition embarquées, un système d'imagerie thermique et un désignateur laser peuvent transmettre des informations sur le champ de bataille et la cible pour d'autres véhicules liés aux données pour l'identification et la désignation de la cible. Le véhicule blindé de reconnaissance peut fournir une meilleure connaissance de la situation pour l'infanterie. Le radar principal et le viseur électro-optique sont montés sur un mât rétractable et sont capables de liaison de données et de partage d'images avec d'autres véhicules,. Les capacités de reconnaissance aérienne sont fournies avec divers drones. Tous les véhicules de reconnaissance sont équipés d'un rail de lancement à l'arrière de la tourelle, capable de lancer le drone ASN-15 avec une portée de 10 km avec 1h d'endurance. Le drone BZK-005 (en) peut également être stocké et assemblé sur place si une reconnaissance aérienne à plus longue portée est nécessaire. De plus, les éclaireurs individuels sont équipés d'un drone miniature télécommandé et lancé à la main similaire au RQ-11 Raven.
Type 08 Véhicule de reconnaissance d'artillerie
Le châssis du véhicule est basé sur la variante APC et armé d'une mitrailleuse de calibre 12,7 mm et un missile antichar HJ-73 C. Les véhicules de reconnaissance d'artillerie n'effectuent pas de missions de reconnaissance de combat, se concentrant plutôt sur l'acquisition d'objectifs pour les bataillons d'artillerie, la collecte de données de terrain et météorologiques grâce à divers instruments d'observation.
Type 08 Véhicule de reconnaissance électro-optique
Le châssis du véhicule est basé sur la variante APC mais sans tourelle ni arme d'autodéfense. L'ajout important, comparé à d'autres variantes de reconnaissance, est une caméra de surveillance électro-optique à rotation rapide qui crée un flux vidéo panoramique à 360°. Le capteur embarqué peut comprendre une caméra, une caméra thermique infrarouge et une caméra de vision nocturne.
PLL-09 (Type 09) Système d'obusier automoteur modulaire
Basé sur la variante IFV. Peut être armé soit d'un  obusier de calibre 122 mm ou de 155 mm, pour fournir un appui-feu indirect à l'infanterie.
ZTL-11 (Type 11) antichar

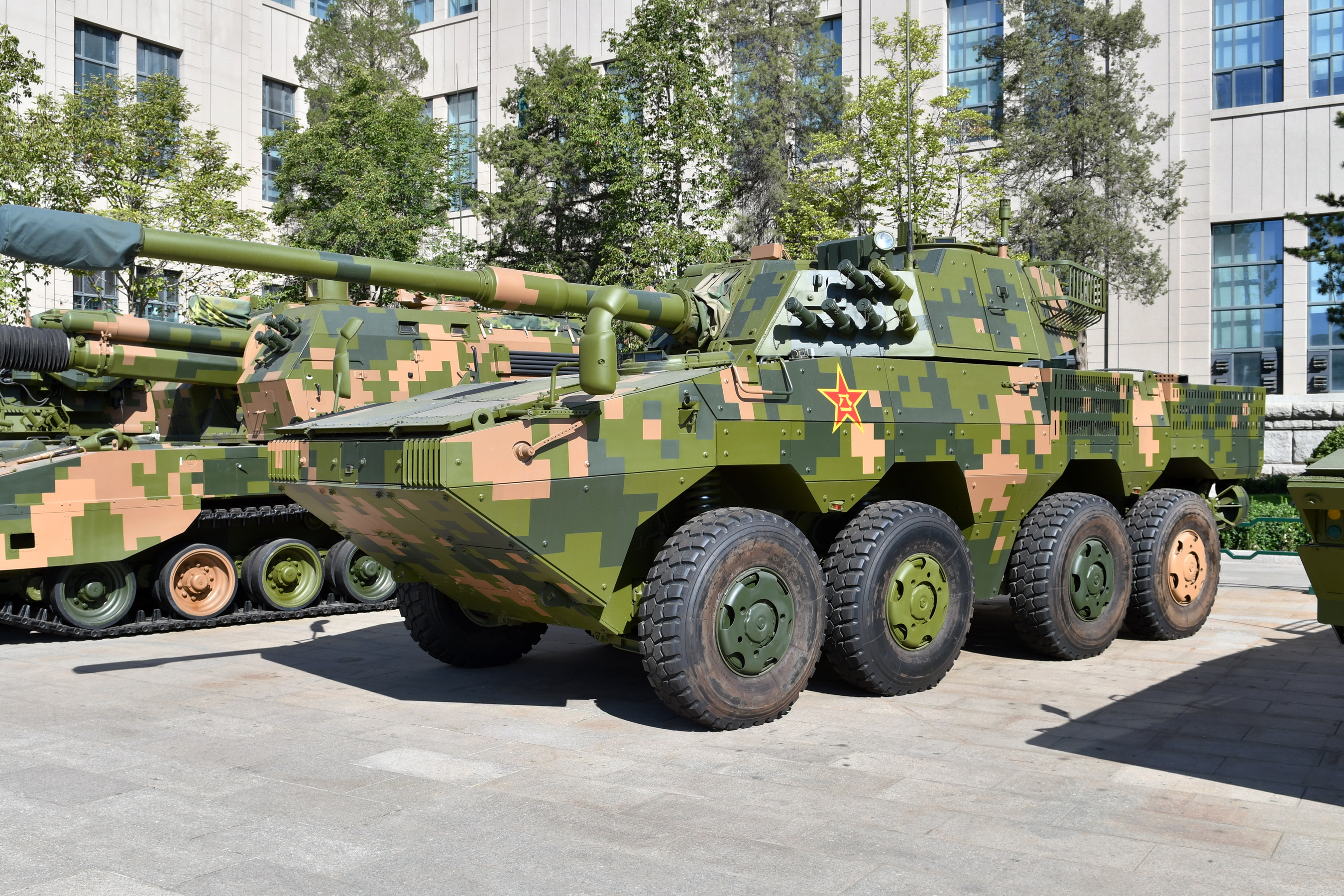
Type 11 anti char

Armé d'un canon rayé de calibre 105 mm, mitrailleuse coaxiale 12,7 mm, le canon d'assaut est basé sur le châssis du VCI et peut fournir un appui-feu direct aux bataillons d'infanterie et engager des véhicules légers ennemis et des cibles fixes telles que des bunkers,. Le ZTL-11 partage une tourelle très similaire au véhicule d'assaut amphibie ZTD-05,.
PGL-12 (Type 12) Système antimissile antiaérien :
Armé d'un seul canon à barillet de calibre 35 mm, dérivé du système de canon antiaérien de 35 mm du PGZ-09. Une défense aérienne supplémentaire est fournie par deux SATCP FN-6 montés sur le côté supérieur droit de la tourelle. L'électronique comprend un viseur à suivi thermique, des radars de ciblage et de surveillance. Les données recueillies par les radars peuvent être reliées aux données du commandement et du véhicule blindé de reconnaissance. Bien que le système partage les armements avec le PGZ-09, le mécanisme de chargement est complètement différent. Étant donné que le PGL-12 n'a qu'un seul canon (alors que le PGZ-09 en a deux), le nouveau système de canon nécessite une cadence de tir plus élevée pour une densité de puissance de feu suffisante. La tourelle sans pilote redessinée avec un système de chargement rotatif exclusif peut fournir une cadence de tir de 1000 coups par minute, augmentée par rapport aux 550 coups par minute par canon sur le PGZ-09.
PGL-XX (nom de code 625) Système de canon-missile de défense aérienne  :
Véhicule prototype sans nom avec un à 6 fusils mitrailleurs de calibre 25 mm pour la défense aérienne à courte portée. Le nom de code "625", PGL-XX a été révélé en cours de test en 2021. Il utilise un radar amélioré et un système informatique et liaison de données. Le système antiaérien 625 sera associé au système de défense aérienne à courte portée à roues HQ-17A. Le système de fusils mitrailleurs a été jugé par l'APL comme étant meilleur pour des missions de contre-roquettes, d'artillerie et de mortier. Le véhicule est repéré dans une mission d'entraînement militaire au district militaire du Tibet.
Type 08 Véhicule de commandement :
Avec un châssis modifié qui a un plafond beaucoup plus haut que la variante APC, la cabine de l'équipage offre un environnement plus spacieux pour les commandants et les personnels. Équipé d'une suite de communication par satellite et d'un système de gestion de combat, le véhicule de commandement peut se déplacer avec l'infanterie mécanisée pour une meilleure gestion du champ de bataille.
Type 08 Véhicule de communication :
Basé sur la variante de commandement. Il dispose d'équipements de communication supplémentaires à bord pour le bataillon d'infanterie.
Type 08 Medivac
Basé sur la variante de commandement. Dotée d'une cabine d'équipage modifiée avec équipement médicaux, la variante d'ambulance blindée comporte deux marqueurs de la Croix-Rouge de chaque côté de la carrosserie du véhicule,.
Type 14 Véhicule de reconnaissance en environnement dangereux :
Basé sur la variante de commandement. Équipé de capteurs et d'équipements pour la détection des dangers impliquant l'environnement nucléaire, biologique et chimique,.
Type 08 Véhicule de guerre électronique :
Basé sur la variante du véhicule de commandement, mais la suite de communication par satellite sur le toit du véhicule est remplacée par un radar de forme rectangulaire avec plusieurs petits panneaux radar pour les mesures de soutien électronique.
Type 08 Véhicule de déminage :
Basé sur la variante VCI. Il est équipé d'un chasse-mines, d'un dispositif de détection de mines et d'une charge de ligne de déminage projetée par fusée (MICLIC).
Type 08 Constructeur de ponts mobiles :
Basé sur la variante VCI. Il est équipé d'un pont de lancement de véhicules au-dessus de la coque.
Type 08 Véhicule blindé de dépannage :
Basée sur la variante VCI, la tourelle est remplacée par une grue pour le service des véhicules d'urgence.
Type 08 Véhicule cargo blindé :
Basé sur la variante APC, le véhicule cargo blindé a plus de fenêtres pare-balles sur la carrosserie du véhicule.
Type 08 Véhicule du génie :
Le véhicule a un châssis unique. Il est équipé d'outils de pavage et de neutralisation d'obstacles. Une lame de bulldozer est montée à l'avant du véhicule et un godet d'excavatrice est monté à l'avant du toit. Des marques de flottaison peuvent également être trouvées sur le côté de la carrosserie du véhicule.

### Variantes d'exportation
VS27
Véhicule blindé de sauvetage
VE36
Véhicule de reconnaissance
VE32A
Véhicule de reconnaissance
CS/SA5
Variante de défense aérienne spécialisée avec 6 canons. Le châssis du CS/SA5 est basé sur un VCI Type 08 modifié. Il est livré avec un radar de surveillance aérienne à l'arrière du toit de la tourelle avec un radar de suivi adaptatif à 2 axes situé du côté tribord du radar de surveillance tandis que le viseur de suivi thermique situé du côté bâbord peut fournir des informations visuelles sur la cible via des ordinateurs de conduite de tir.
CS/AA5
Variantes VCI spécialisées avec une tourelle télécommandée de calibre 40 mm. Le châssis du CS/AA5 est basé sur le Type 08 VCI.
VN-1
Variante d'exportation basée sur le type 08 VCI. Le VN-1C est armée d'une tourelle téléopérée de calibre 30 mm et un missile antichar HJ-73.
SWS-2
Variante export du système du VN-1 configurée en mode véhicule antiaérien courte portée. Elle est armée d'un canon de calibre 35 mm et quatre missiles sol-air. Ce véhicule est la version d'exportation du système antiaérien PGL-12.
ST-1
Variante d'exportation basée sur le type 11 antichar, armée d'un canon rayé L7 de calibre 105 mm. La tourelle est également utilisée sur les WMA301 et ST-2.
ST-3
Chasseur de chars d'artillerie hybride, armé d'un canon de calibre 105 mm à haute altitude.
SH-11
Orienté vers l'exportation, obusier automoteur armé d'un canon de calibre 155 mm, qui peut être remplacé par un canon de calibre 122 mm sans changer le châssis. Il dispose d'un système de chargement entièrement automatique et de la dernière génération d'optiques.
AFT-10
Présentée pour la première fois au salon aéronautique de Zhuhai 2018.
JRVG-1A
Présentée pour la première fois au salon aéronautique de Zhuhai 2018. Le JRVG-1A utilise un châssis allongé 10x10 Type 08. La photo présentée dans le catalogue diffère du véhicule présenté, la partie arrière inférieure de la coque est plus large, c'est là que sont montés les jets d'eau sur les versions 8x8, ce qui manque au véhicule présenté. Une variante suivie appelée JRVG-1B figurait également dans le catalogue. Le véhicule est armé d'une tourelle navale de calibre 76 mm, qui comprend un radar de détection et de contrôle de tir comme l'italien Otomatic. Un système de refroidissement par eau permet une cadence de tir jusqu'à 300 tr/min.

## Opérateurs
République populaire de Chine
En 2022 l'APL compte au moins 7 500 véhicules de Type-08 toutes versions confondues.
- Force terrestre de l'Armée populaire de libération - plus de 4 950 unités à partir de 2021. 2 500 unités de ZBL-08 ; 1 000 unités de ZTL-11 ; 900 unités de ZSL-10 ; 550 unités de PLL-09 ; Unités non comptées d'autres variantes. Plus de 7 300 unités en 2022 toutes versions confondues 
  - ZBL : 2 500 ZBL-08
  - ZSL : 550 ZSL-92; 600 ZSL-92B; 700 ZSL-92A; 900 ZSL-10; 50 ZSL-93; 450 ZSL-02B
  - ZTL : 1 000 ZTL-11
  - PLL : 550 PLL-09;
  - Total : 7 300
- Corps des Marines de l'Armée populaire de libération - plus de 200 unités à partir de 2021. 150 unités de ZBL-08 ; 50 unités de ZTL-11 ; Unités non comptées d'autres variantes.
  - ZBL : 150 ZBL-08
  - ZTL : 50 ZTL-11
  - Total : 200

 Birmanie
- Forces armées birmanes : 30 ZSL-92 en 2022[47]

 Gabon
- Armée gabonaise : exposé lors du défilé de la fête de l'indépendance 2019[48]. Au moins 5 en 2022[49].

 Nigeria
- Armée nigériane : 6 ST1 en 2022[50].

 Thaïlande
- L'armée royale thaïlandaise (RTA) a signé un contrat pour l'achat de 38 VNI VN-1 pour le premier lot[51]. Les véhicules seront livrés d'ici 2019 au prix de 1,695 million de dollars chacun[52]. La Thaïlande a commandé 37 véhicules supplémentaires pour le deuxième lot.[réf. nécessaire] Le VN-1 a été mis en service en février 2021 avec le 2e régiment de cavalerie[53]. En 2022 l'armée Thailandaise compte au minimum 52 VN-1[54].

 Venezuela
- Infanterie de marine bolivarienne : 11VN-1[55].

### Opérateurs potentiels
Argentine
L'armée argentine se montre intéressée par l'achat du Type 08.

### Enchères échouées
Brazil
Le gouvernement chinois a offert le ST-1 à l'armée brésilienne en avril 2021, dans le cadre du programme "VBC Cav" de l'armée d'obtenir 221 unités d'un canon d'assaut 8 x 8, pour le remplacement de l'EE-9 Cascavel en service depuis 1974.

## Galerie

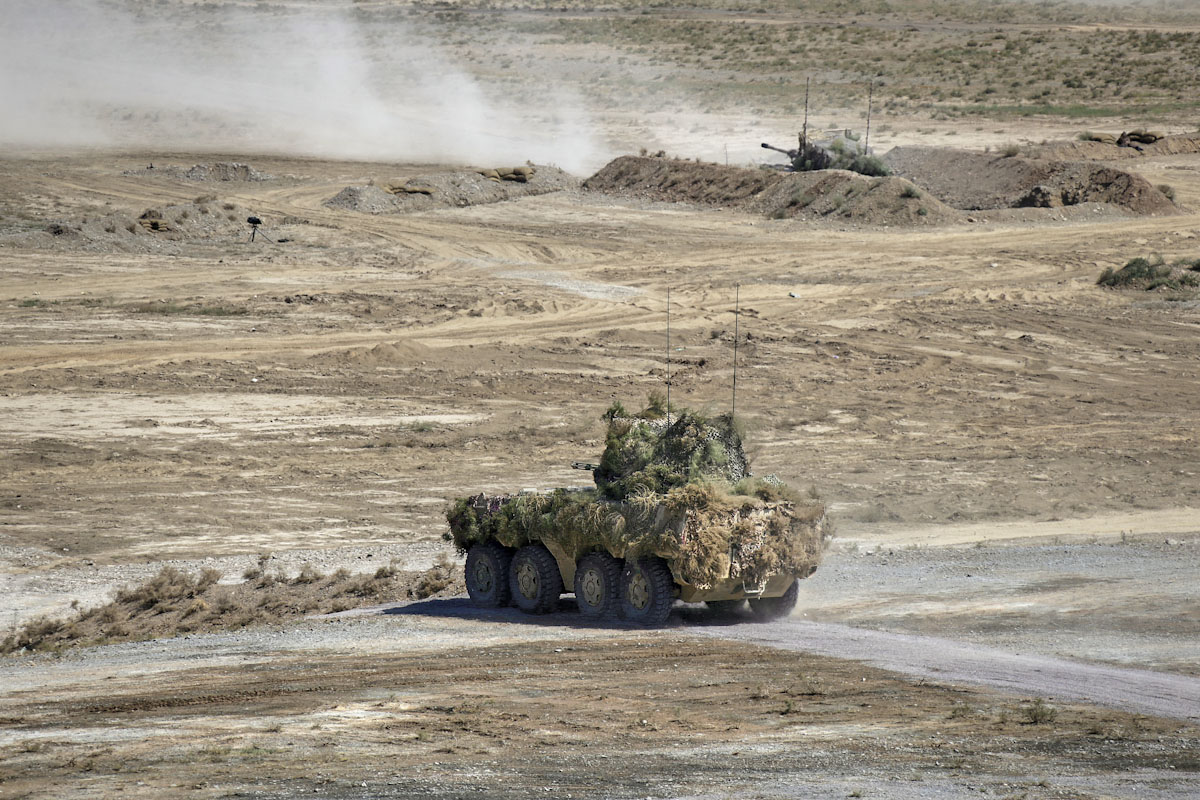
VCI ZBL-08 camouflé
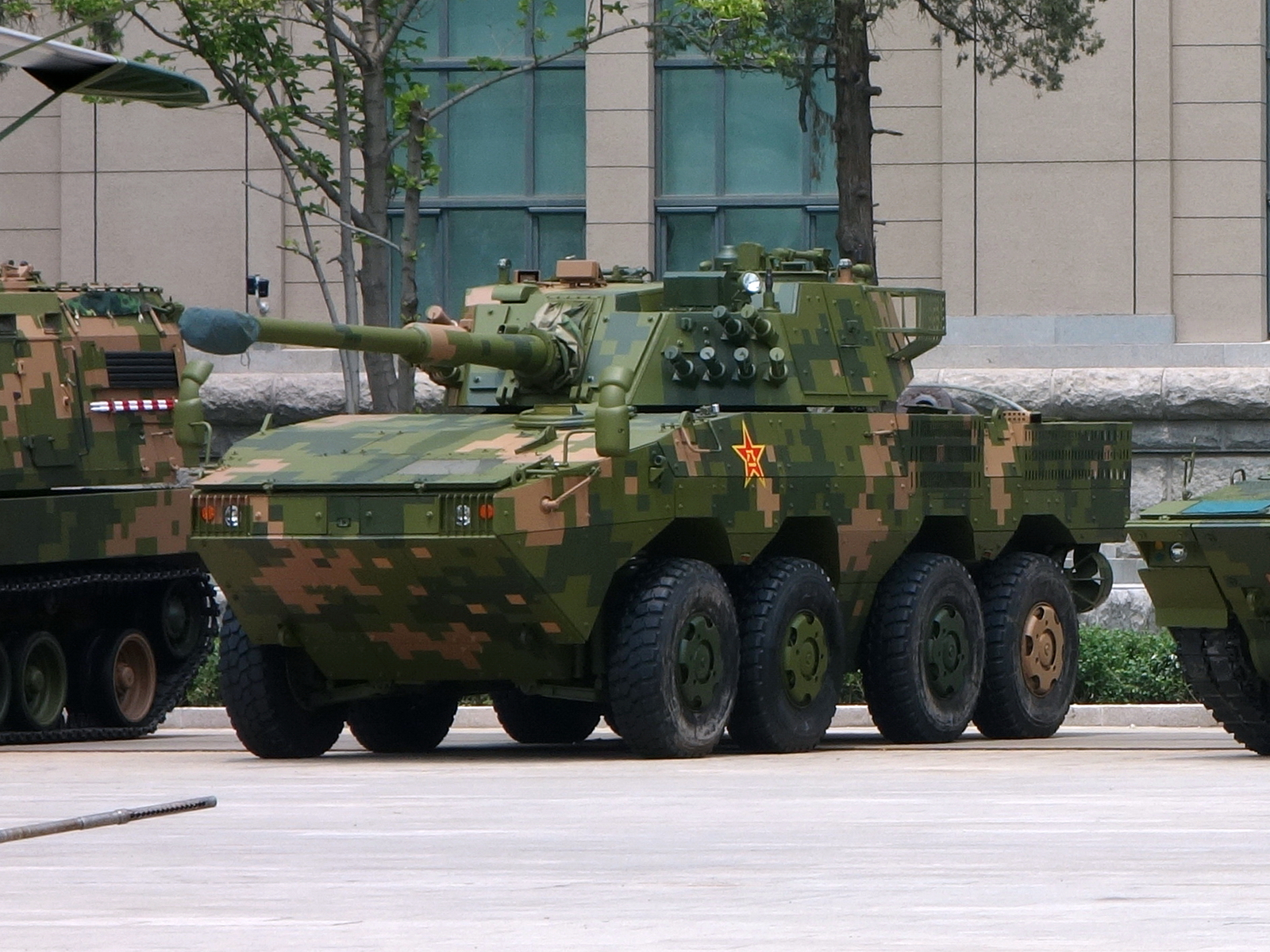
ZTL-11 à l'exposition thématique du 90e anniversaire de l'Armée de libération du peuple chinois.
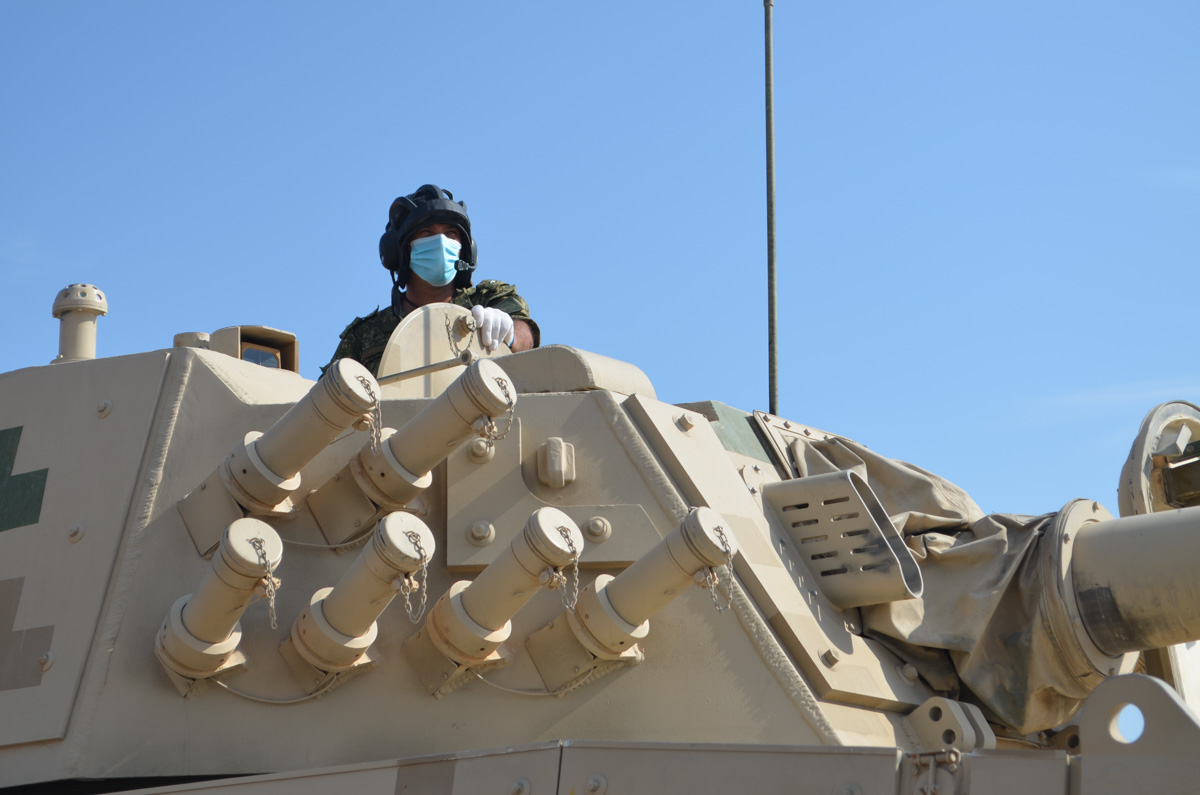
Décharges de fumée sur le pistolet d'assaut ZTL-11
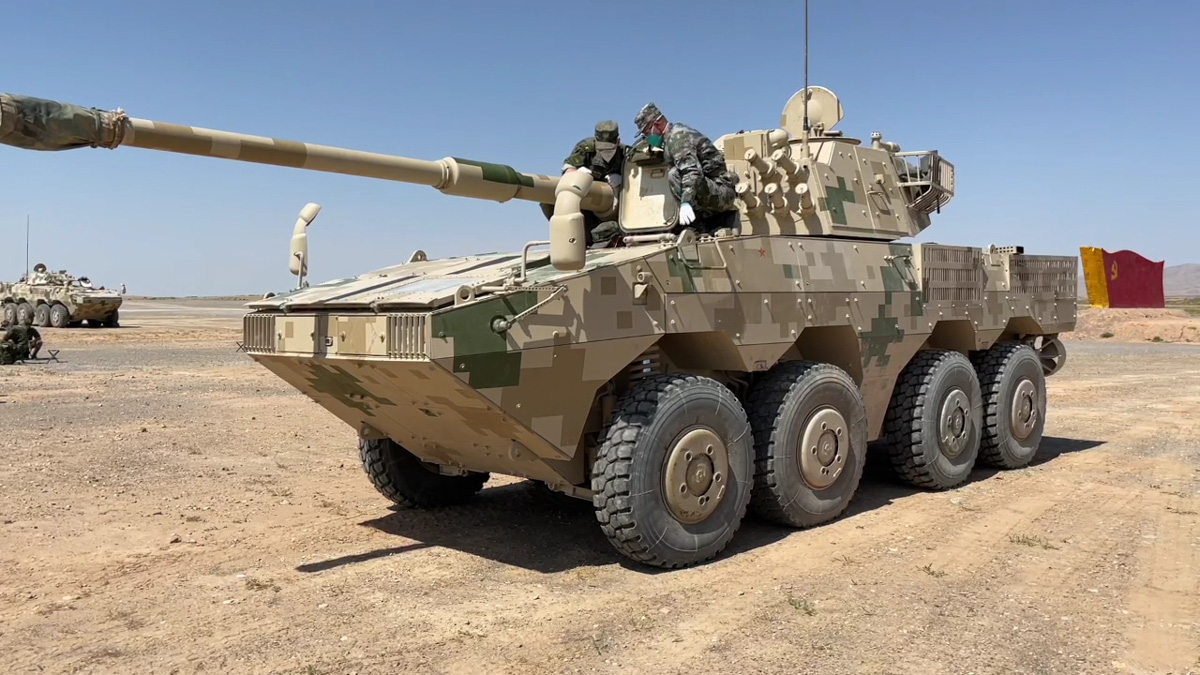
Des soldats chinois et russes vérifient le pistolet d'assaut ZTL-11 lors des exercices militaires Sibu/Interaction-2021
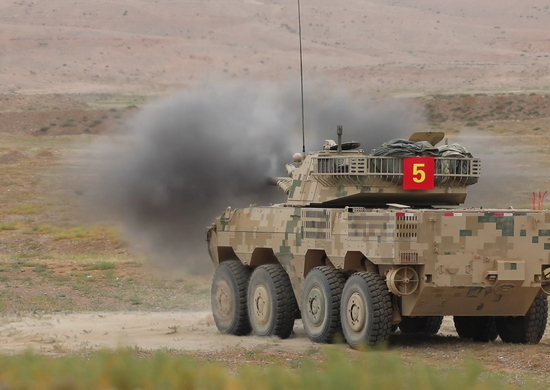
Face arrière du ZTL-11